# Bonney Bowl
Il Bonney Bowl è un circo glaciale situato a sudest del Sumgin Buttress, nella parte centro-occidentale dei Monti Herbert, nella Catena di Shackleton, Terra di Coats in Antartide. 
Fu fotografato dall'aereo dalla U.S. Navy nel 1967, e ispezionato dalla British Antarctic Survey (BAS) nel 1968-71. Ricevette questa denominazione nel 1971 dal Comitato britannico per i toponimi antartici (UK-APC), in onore del reverendo e geologo inglese Thomas George Bonney (1833-1923), che aveva lavorato sull'origine dei circhi glaciali. Fu professore di geologia all'University College di Londra nel periodo 1877–1901.